# Рифирсондеренд
Рифирсондеренд (африк. и англ. Riviersonderend) — деревня на юго-западе Южно-Африканской Республики, на территории Западно-Капской провинции. Входит в состав района Оферберх. Является частью местного муниципалитета Тиватерсклуф.

## История
Населённый пункт был основан в 1925 году. В 1940 году Рифирсондеренду был присвоен статус муниципалитета.

## Географическое положение
Деревня расположена в южной части провинции, на левом берегу реки Рифирсондеренд (Зондеренд), к югу от хребта Рифирсондерендберге, на расстоянии приблизительно 115 километров (по прямой) к востоку-юго-востоку (ESE) от Кейптауна, административного центра провинции. Абсолютная высота — 252 метра над уровнем моря.

## Климат
Климат характеризуется как полупустынный холодный (BSk в классификации климатов Кёппена). Среднегодовая температура воздуха составляет 16,9 °C. Средняя температура самого холодного месяца (июля) составляет 11,6 °С, самого жаркого месяца (февраля) — 22 °С. Расчётная многолетняя норма осадков — 465 мм.

## Население
По данным официальной переписи 2011 года, население Рифирсондеренда составляло 5245 человек, из которых мужчины составляли 48,81 %, женщины — соответственно 51,19 %. В расовом отношении цветные составляли 75,39 % от населения деревни, негры — 12,6 %, белые — 10,94 %, азиаты (в том числе индийцы) — 0,5 %, представители других рас — 0,59 %. Наиболее распространёнными среди жителей языками были: африкаанс (86,53 %), коса (8,27 %) и английский (3,08 %).

## Транспорт
Через деревню проходит национальное шоссе N2. Имеется железнодорожная станция. Ближайший аэропорт расположен в городе Робертсон.